# محمد بكريم
محمد بكريم ناقد سينمائي مغربي. كان رئيسًا لجمعية نقاد السينما والصحفيين السينمائيين (المغرب) ونائبًا لرئيس الاتحاد الأفريقي لنقاد السينما (FACC). وكان المتحدث الرسمي للمركز الوطني للسينما في المغرب. مؤلف العديد من التحليلات ومراجعات الأفلام، وهو مساهم منظم في صحيفة ليبراسيون ومجلة سينماج.

## المنشورات
- 2007: Le Désir permanent. Chroniques cinématographiques[6][7]
- 2011: Impressions itinérantes, Chroniques cinématographiques[8]
- 2017: عبد القادر لقطع، سينمائي الحداثة.[9]